# Melanosporales
Melanosporales es un orden de hongos en la clase Sordariomycetes.